# Ioana Geacăr
Ioana Geacăr (n. 27 ianuarie 1959, Ghirdoveni, com. Ion Luca Caragiale, jud. Dâmbovița) este o scriitoare română, pe numele său real Ioana Dana Nicolae. Este membră a Uniunii Scriitorilor din România și a Asociației Scriitorilor București.

## Studii
Urmează cursurile de pictură de la Școala Populară de Artă din Târgoviște, avându-l ca profesor pe Marin Petre Constantin. Nu finalizează aceste cursuri. Geacăr absolvă Facultatea de Litere din cadrul Universității din București în 1990. 

## Operă
În anii 1980 frecventează Cenaclul Numele poetului, condus de poetul Cezar Ivănescu, ulterior inițiind un cenaclu prin corespondență – „Prietenia”. Pe 20 noiembrie 1980 citește la Junimea din Iași două poeme fără titlu si Dimineață.
Debutul publicistic îl face în octombrie 1983 în revista Amfiteatru din București, grație poetei Constanța Buzea.
în revista Amfiteatru, București, octombrie 1983, grație poetei Constanța Buzea. Debutează editorial în 1988 cu volumul de versuri „Scrisoare pentru cei dragi”, ediție publicată de Editura Ion Creangă din București.
DEBUT EDITORIAL: 
Alte cărți publicate:
- Lumină de sare, versuri, Editura Macarie, 1997, Târgoviște;
- Contre-jour, versuri, Editura Bibliotheca, 2000;
- Povești cu vrăbii și Zgriburici, proză pentru copii, Editura Lucman, 1999, București;
- Joacă-te cu mine, bunică Iolanda!, poezii pentru copii, Editura Bibliotheca, 2000, Târgoviște;
- Aparte, Editura Vinea, 2006;
- Rosée pleurante (Plânsul de rouă), Collection Franche Lippée, nr 293, Editions Associatives Clapas, Millau, Franța, noiembrie 2006, traducător: Marius Bădițescu.
- Uite ce e, Editura Paralela 45, 2017;

## Colaborări
Scriitoarea colaborează cu poezii, eseuri și articole de critică literară în Amfiteatru, Litere, Luceafărul, Astra, Argeș, Curier literar, Altfel, Poesis, Ziua literară, Revista nouă și Oglinda literară.

## Premii
Obține premii literare în cadrul festivalurilor de poezie:
- „Laudă-să omul și țara”, Sighetul Marmației, 1980;
- „Moștenirea Văcăreștilor”, Târgoviște, edițiile 1983 și 1984;
- „Mihu Dragomir”, Brăila, 1983;
- Premiul revistei literare „Interval”, Brașov, 1992.